# Canada ai Giochi della XIV Olimpiade
Il Canada partecipò ai Giochi della XIV Olimpiade, svoltisi a Londra, dal 20 luglio al 14 agosto 1948,  
con una delegazione di 118 atleti, di cui 18 donne, impegnati in 13 discipline,
aggiudicandosi 1 medaglia d'argento e 2 medaglie di bronzo.

## Medagliere

### Per discipline
| Sport            | Oro | Argento | Bronzo | Totale |
| ---------------- | --- | ------- | ------ | ------ |
| Canoa/kayak      | 0   | 1       | 1      | 2      |
| Atletica leggera | 0   | 0       | 1      | 1      |
| Totale           | 0   | 1       | 2      | 3      |

### Medaglie
| Medaglia | Atleta                                               | Sport            | Evento                          |
| -------- | ---------------------------------------------------- | ---------------- | ------------------------------- |
| Argento  | Douglas Bennett                                      | Canoa/kayak      | C1 1000 metri maschile          |
| Bronzo   | Viola Myers Nancy Mackay Diane Foster Patricia Jones | Atletica leggera | Staffetta 4×100 metri femminile |
| Bronzo   | Norman Lane                                          | Canoa/kayak      | C1 10000 metri maschile         |

## Risultati

### Pallacanestro
| Atleta | Classifica |
| --- | ---------- |
| V · D · M Nazionale canadese - Pallacanestro ai Giochi della XIV Olimpiade 3 Bell · 4 Morein · 5 Lands · 6 Scarr · 7 McGeer · 8 Mitchell · 9 Tolchinsky · 10 Kermode · 11 Munro · 12 Bakken · 13 Campbell · 14 Bloomfield · 15 Waxman · 16 Strulovitch · All. Bob Osborne | 9°         |
| Nazionale canadese - Pallacanestro ai Giochi della XIV Olimpiade |            |
| 3 Bell · 4 Morein · 5 Lands · 6 Scarr · 7 McGeer · 8 Mitchell · 9 Tolchinsky · 10 Kermode · 11 Munro · 12 Bakken · 13 Campbell · 14 Bloomfield · 15 Waxman · 16 Strulovitch · All. Bob Osborne                                                                            |            |